# La Seyne-sur-Mer
La Seyne-sur-Mer – miejscowość i gmina we Francji, w regionie Prowansja-Alpy-Lazurowe Wybrzeże, w departamencie Var.
Według danych na rok 2013 gminę zamieszkiwało 64 523 osób, a gęstość zaludnienia wynosiła 2910,4 osób/km² (wśród 963 gmin regionu Prowansja-Alpy-W. Lazurowe Seyne-sur-Mer plasuje się na 8. miejscu pod względem liczby ludności, natomiast pod względem powierzchni na miejscu 458.).
La Seyne-sur-Mer stanowi przemysłowe przedmieście Tulonu, zwłaszcza znane jako ośrodek przemysłu stoczniowego. Znajduje się tam jedna ze stoczni koncernu Société Nouvelle des Forges et Chantiers de la Méditerranée (FCM).
W miejscowości znajduje się most wahadłowy zaprojektowany przez znanego z paryskiej wieży Gustawa Eiffela i jedna z nielicznych zachowanych jatek rybnych. W La Seyne-sur-Mer znajduje się parafia prowincji francuskiej Kościoła Starokatolickiego Mariawitów, której proboszczem jest kontrowersyjny kapłan Laurent Lenne.
W miejscowości tej urodził się piłkarz Olympique Marsylii i reprezentacji Francji Bafétimbi Gomis. Z La Seyne-sur-Mer związany jest też podróżnik polskiego pochodzenia André Orlinski.

## Miasta partnerskie

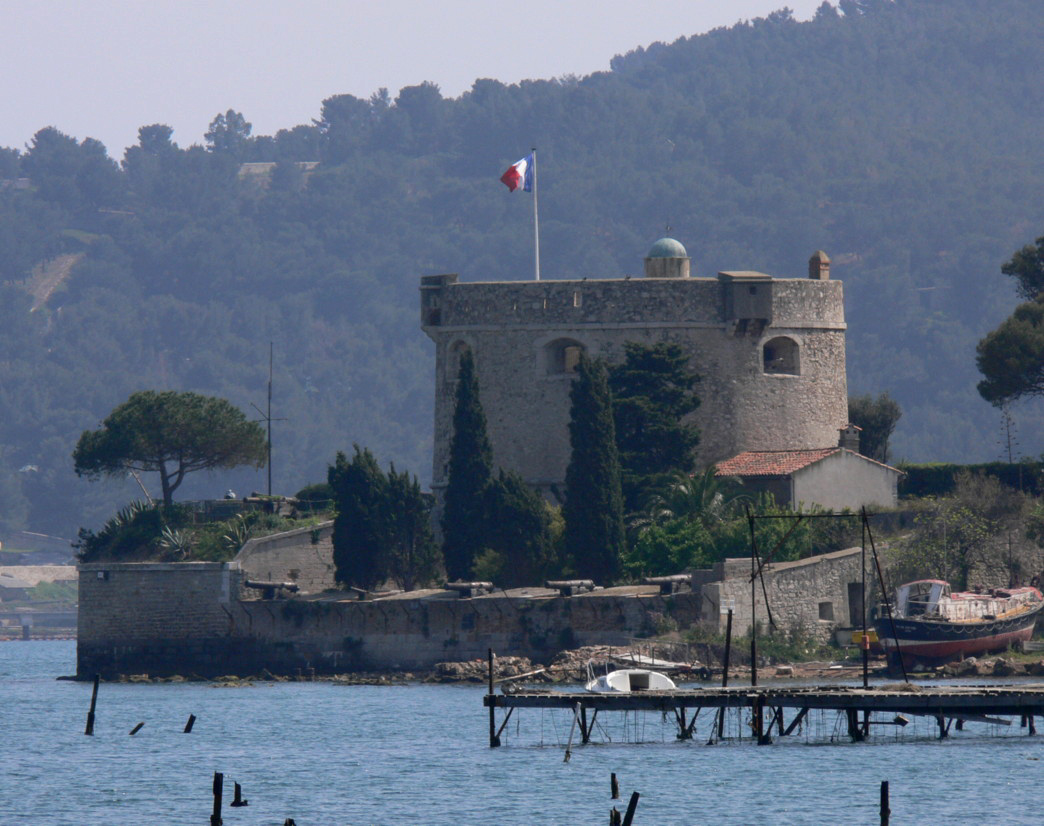
Fort Balaguier w Seyne-sur-Mer

- Buti, Włochy
- Berdiańsk, Ukraina